# Johann Sigismund Mislik von Hirschov

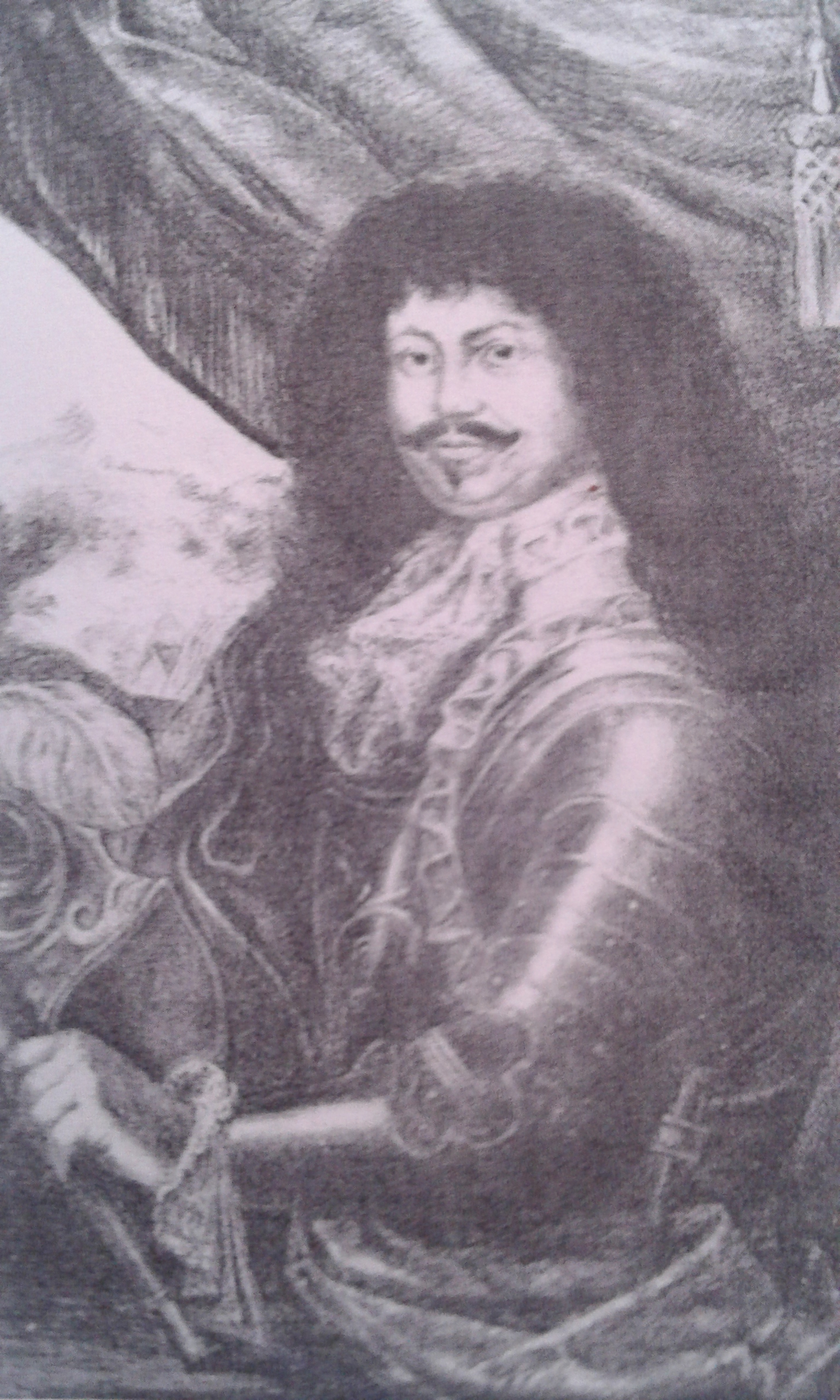
Johann Sigismund Mislik von Hirschov

Johann Sigismund Freiherr Mislik von Hirschov, tschechisch Jan Zikmund Myslík z Hyršova, (* 1606 in Prag; † 3. November 1666 in Pacov) war ein böhmischer Adliger und Militär, der im kaiserlichen Heer im Dreißigjährigen Krieg bis zum Feldmarschallleutnant aufstieg.
In der zweiten Hälfte des Krieges, nach der Ermordung Wallensteins, war er einer der wenigen verbliebenen hochrangigen Militärs aus Böhmen. Große Teile seines Lebens sind durch seine ausgiebige Korrespondenz mit seiner Schwiegerfamilie überliefert, den Czernin von und zu Chudenitz. Seinen Besitz vermachte er größtenteils der Kirche und stiftete damit ein Kloster in Pacov.

## Leben
Johann Sigismund stammte aus der alten Prager Patrizierfamilie der Mislik von Hirschov (im Deutschen auch Mislik von Hirschhoff geschrieben), nach der die Gasse Myslíkova in der Prager Neustadt benannt ist. Er wuchs protestantisch auf und konvertierte später zum Katholizismus. In seiner Jugend hatte er eine humanistische Bildung erhalten und sprach neben Tschechisch auch Deutsch, Italienisch und Französisch.: S. 7, 90
Als Offizier der kaiserlichen Armee wurde er im Dezember 1635 von der brandenburgischen Kurfürstin Elisabeth Charlotte zum schwedischen Feldmarschall Johan Banér abgesandt, um diesen um eine Schonung der brandenburgischen Residenzstädte durch seine in der Mark stehenden Truppen zu bitten. Banér verweigerte die Bitte brüsk mit Verweis auf den Prager Frieden, mit dem Brandenburg sich auf die Seite des Kaisers und damit in Gegnerschaft zu Schweden gestellt hatte.

### Obrist im Kampf gegen Schweden
Am 28. Juli 1638 erhielt er als Obrist ein eigenes Regiment. Ihm wurde das bisherige Kürassierregiment Mühlheim verliehen, das unter Matthias Gallas in Norddeutschland stand. Mislik kämpfte am 14. April 1639 in der Schlacht bei Chemnitz an der Seite der Kursachsen unter Rudolph von Marzin gegen die Schweden. Die Nachhut, zu der sein Regiment gehörte, wurde von den ersten schwedischen Angriffen überrascht. Zusammen mit zwei sächsischen Regimentern ritt er entgegen Marzins Befehlen einen Gegenangriff, wurde aber zurückgeworfen. Da die Schweden unter Banér nach ihrem Sieg in der Schlacht in Böhmen einmarschierten, wurden Mislik und sein Regiment an die Grenze Mährens beordert, um die Region gegen schwedische Angriffe zu verteidigen.
Der neue Oberbefehlshaber der Kaiserlichen, Erzherzog Leopold Wilhelm, ernannte Mislik 1639 zu einem seiner Kämmerer. Am 4. Oktober des Jahres wurde er in den böhmischen Freiherrnstand erhoben. Anfang 1640 nahm er unter Leopold Wilhelm am Winterfeldzug der kaiserlichen Armee teil, bei dem die Schweden bis April aus Böhmen vertrieben wurden. Am 14. April kämpfte er unter Befehl von Hans Rudolf von Breda im erfolgreichen Gefecht bei Plauen, bei dem 9 schwedische Regimenter unter Arvid Wittenberg durch kaiserliche Reiter geschlagen wurden. In Briefen an seine Schwiegerfamilie Czernin von und zu Chudenitz berichtete Mislik vom Kriegsgeschehen und versuchte durch seine Vertrauensposition bei Leopold Wilhelm die Belastung für das Land der Czernins durch Einquartierungen zu verringern. Die Kaiserlichen verfolgten die Schweden bis nach Hessen und nahmen auf dem Weg bis auf Erfurt alle schwedisch besetzten Orte ein.: S. 20–23

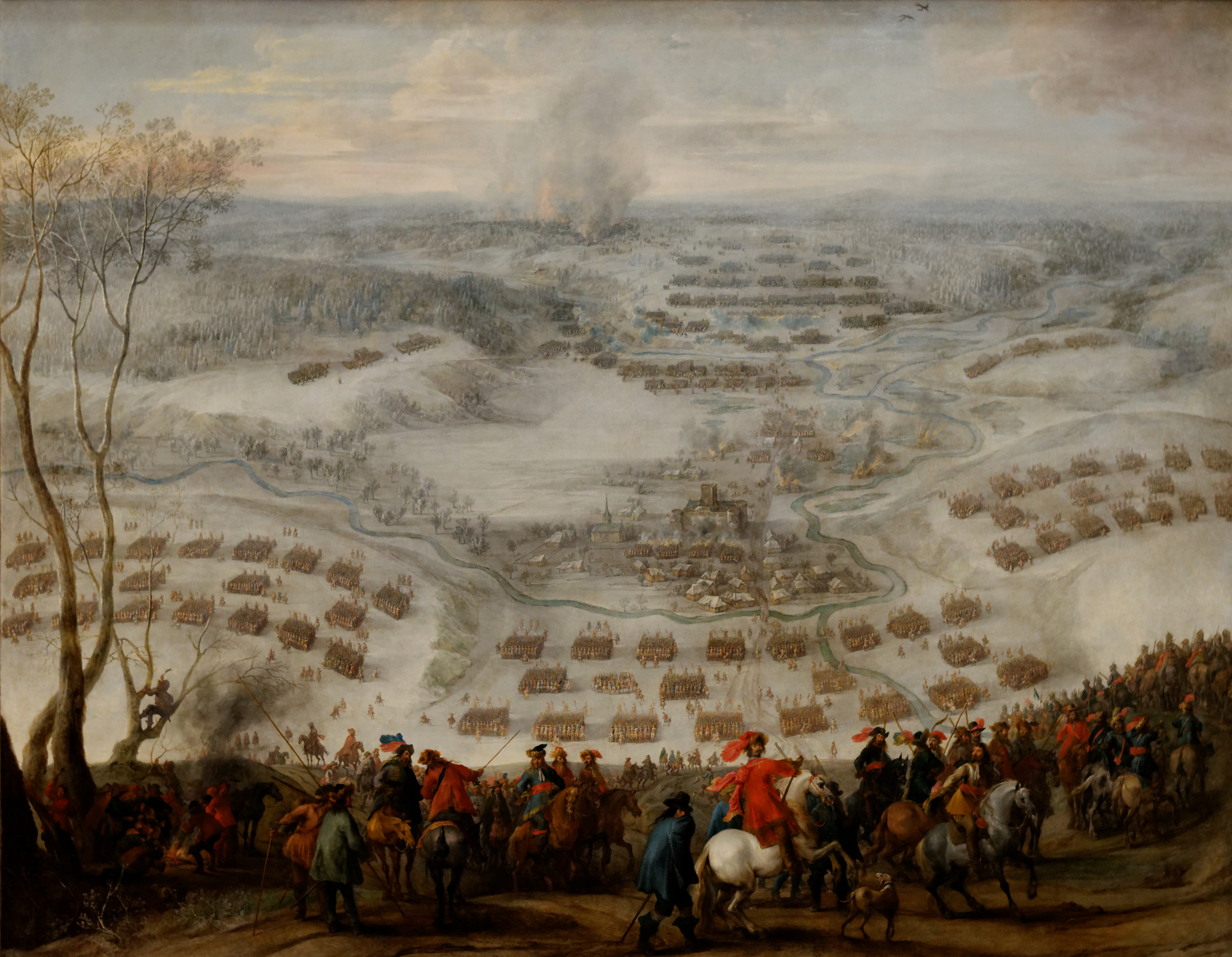
Der Posto bei Preßnitz im März 1641, Pieter Snayers, 1648, Kunsthistorisches Museum Wien

Anfang 1641 deckte Mislik unter General Bruay den Westen Böhmens gegen die in der Oberpfalz einfallenden Schweden unter Johan Banér. Im März vereinten sich die gesamten kaiserlichen und bayerischen Truppen zu einem Schlag gegen Banér. Mislik zog dazu mit Bruays Truppenteil von Moldauthein nach Passau. Banér konnte gerade rechtzeitig sein Lager bei Cham (Oberpfalz) abbrechen. Mislik verfolgte die Schweden mit kaiserlichen Voraustruppen, davon 500 Reiter unter seinem persönlichen Kommando, durch das böhmische Grenzgebiet. Unter hohen Verlusten entkamen Banérs Schweden über Taus und den Fluss Eger nach Preßnitz, nach Misliks Angaben nur zwei Stunden vor den Kaiserlichen und Bayern. Am dortigen Erzgebirgspass nach Sachsen stellten sich die Schweden zur Schlacht auf. Nach Misliks Bericht fehlte es seinen Voraustruppen an Infanterie, um den schwedischen Stellungen vor dem Abmarsch eines Großteils ihrer Truppen beikommen zu können, die trotzdem in der Schlacht und der vorangehenden Verfolgung 4000 Mann verloren. Er machte den gesamten Feldzug gegen die Schweden mit, der über Anhalt nach Wolfenbüttel führte. Diese von den Schweden und ihren Verbündeten belagerte Festung konnte trotz einer verlorenen Entsatzschlacht am 29. Juni von den Kaiserlichen behauptet werden.: S. 42–43
Im Jahr 1642 wurde Mislik im April Interims-Kommandant in Böhmen, kämpfte danach mit der Hauptarmee in Schlesien und Sachsen und befehligte in der Schlacht bei Breitenfeld nahe von Leipzig am 2. November die Reiterei auf dem rechten Flügel der Kaiserlichen. Er half dabei, den Rückzug der Armee zu sichern, und wurde für seine Leistungen in der Schlacht ausgezeichnet. Nach seinem eigenen Bericht verließen sein fast aufgeriebenes Regiment und das Alt-Piccolominische als letzte das Schlachtfeld.: S. 64–65 In der Armee entbrannte nach der Niederlage ein nationalistisch aufgeladener Streit über die Verantwortung. Wie die anderen Offiziere des rechten Flügels, von denen die meisten aus Italien stammten, machte Mislik den früh vom Schlachtfeld geflohenen linken Flügel der Kaiserlichen unter Hans Christoph III. von Puchheim verantwortlich, auf dem vor allem deutsche Offiziere kommandiert hatten.

### Hofkriegsrat
Nach dem plötzlichen Tod seines Schwiegervaters Johann Czernin des Älteren (1597–1642) am 22. November nahm Mislik für längere Zeit Urlaub von der Armee und übergab sein Regiment dem Obristleutnant.: S. 67–68 Aus dem Erbe des Schwiegervaters übernahm er Güter um die Stadt Pacov. Bis zur Geburt und Taufe seiner Tochter Susanna blieb er bei seiner Familie und reiste danach im April 1643 über Wien zur mittlerweile in Mähren stehenden kaiserlichen Hauptarmee. Unter dem Befehl von Matthias Gallas lag er lange im Feldlager bei Kojetín direkt gegenüber den Schweden unter Lennart Torstensson. Im September schützten die Kaiserlichen die mährische Hauptstadt Brünn gegen einen schwedischen Angriff. Als Torstensson im Oktober überraschend seine Truppen aus habsburgischem Gebiet abzog, um im Torstenssonkrieg Dänemark anzugreifen, verließ Mislik die Armee und kehrte auf seine Güter zurück. Er beschäftigte sich mit der Errichtung eines Gestüts zur Pferdezucht, mit Häuserankäufen in Prag und mit der Verwaltung der Güter seiner Schwiegermutter Susanna Czernin (1600–1654).: S. 68–71 Am 10. Oktober 1643 wurde er in den alten böhmischen Herrenstand aufgenommen. Im Dezember bat er um Entlassung aus dem Dienst und die Bewilligung einer Kriegsratsstelle.
Das nächste Jahr über hielt er sich hauptsächlich am Wiener Hof auf, wo er wie gewünscht im Mai in den Hofkriegsrat berufen wurde. Ende 1644 wurde er zu den kreisausschreibenden Fürsten im Fränkischen Reichskreis geschickt für die Ausschreibung eines letztlich nicht zustande gekommenen Reichstages im kommenden Jahr in Nürnberg. Nach weiteren Sendungen und Reisen im Auftrag des Hofs wurde Mislik im Mai 1645 auf Wunsch Erzherzog Leopold Wilhelms, der erneut Oberbefehlshaber geworden war, zum Generalwachtmeister berufen und erhielt an Stelle eines Regiments eine Dragoner-Freikompanie verliehen. Nur drei Monate später wurde er zum Ärger anderer Offiziere zum Feldmarschalleutnant befördert.: S. 72–76 Im Herbst nahm er an einem Feldzug zur Unterstützung der bayerischen Armee teil, die nach der Schlacht bei Alerheim in Bedrängnis durch die Franzosen geraten war. Seine Frau Elisabeth Johanna Czernin begleitete ihn ins Hauptquartier der Armee in Württemberg, während seine Tochter in Böhmen in Obhut der Großmutter, Misliks Schwiegermutter, blieb. Im Hauptquartier erkrankte Misliks Ehefrau, die daraufhin nach Böhmen zurückreiste. Als sich ihre Krankheit dort weiter verschlimmerte, reiste er ihr nach und blieb an ihrer Seite in Klattau. Ihr Tod am 9. Dezember stürzte ihn in tiefe Trauer, wie aus seinem Briefverkehr hervorgeht. Danach kümmerte sich Mislik um seine Schwiegermutter und erreichte durch seine Stellung bei der Armee, dass weniger Truppen als geplant auf ihren Gütern einquartiert wurden.: S. 78–79

### Tödliches Duell und Entsatz von Prag

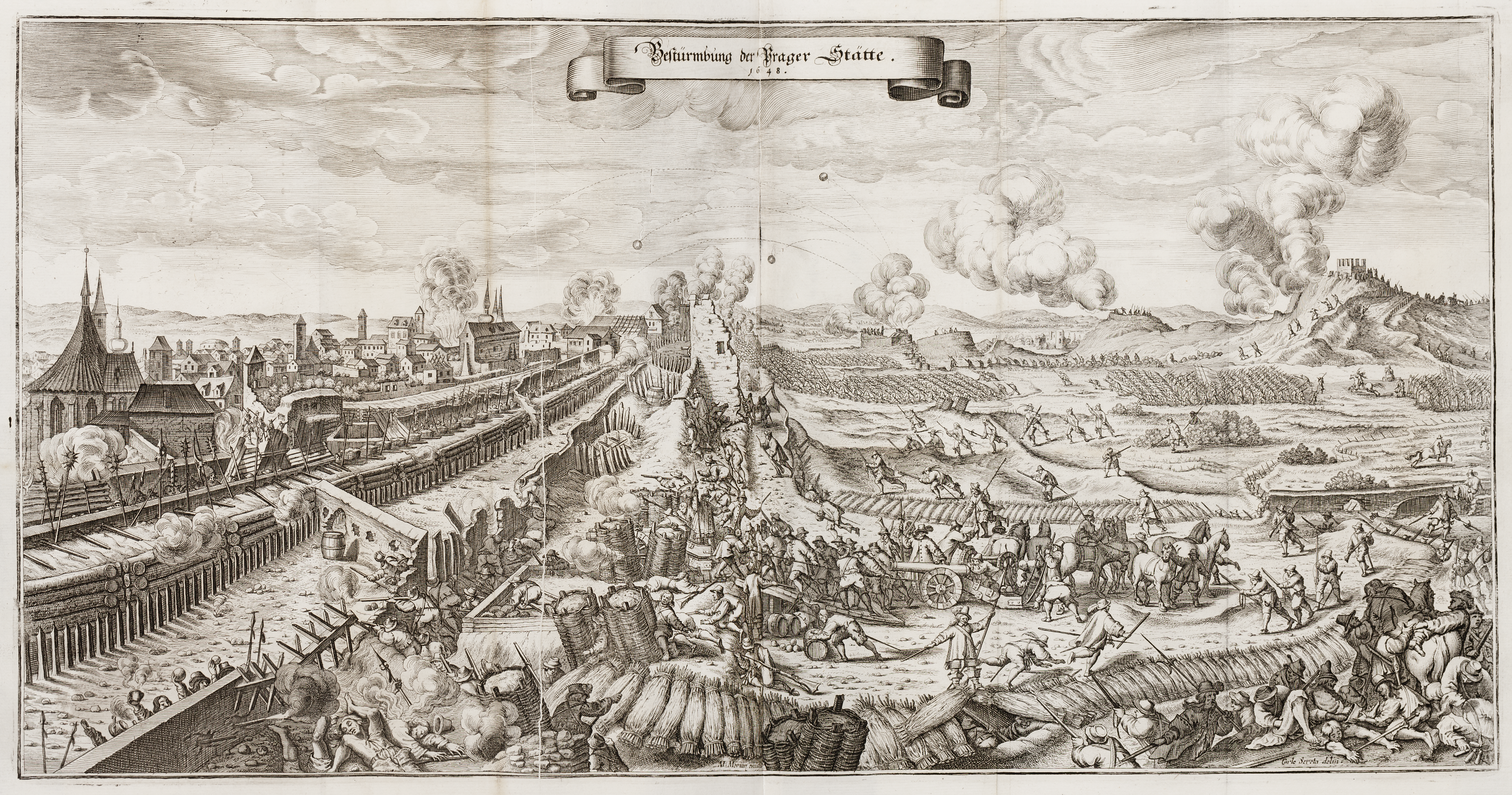
Das belagerte Prag im Jahr 1648. Abbildung im Theatrum Europaeum, Band 6, 1663.

Während des Feldzuges 1646 kam es am 30. April im kaiserlichen Hauptquartier Staffelstein zum Streit zwischen Mislik und dem Feldzeugmeister Anne-François de Bassompierre. Angeblich hatten beide vorher getrunken, Bassompierre soll die Verhältnisse in Böhmen kritisiert haben, die Mislik verteidigte. Nur in Anwesenheit der jeweiligen Reitknechte kam es zum Duell, beide saßen dabei zu Pferde. Zuerst sollen beide ihre Pistolen aufeinander gefeuert haben, von denen keine losging. Als Nächstes feuerte Mislik seine zweite Pistole ab, verfehlte aber Bassompierre. Während dieser mit der zweiten Pistole zielte, soll Mislik nach dem Degen gegriffen haben und Bassompierre damit tödlich verletzt haben. Mislik meldete das Duell sofort im Hauptquartier, wurde kurz in Arrest genommen und im Juli aus dem Heeresdienst entlassen. Gleichzeitig nahm man ihm seine Freikompanie und seinen Kämmererschlüssel. Im September bat er zunächst vergeblich um seine Begnadigung.: S. 80
Die kaiserliche Ungnade war nicht von langer Dauer. Schon im März 1647 wurde der laut Angaben seines Haushofmeisters in seinem Trauerjahr stark abgemagerte Mislik zum Kaiser nach Wien bestellt, um ein neues Kommando zu übernehmen. Eine Möglichkeit, in spanische Dienste zu treten, zerschlug sich durch fehlende Zustimmung des Kaisers.: S. 81 Im Juli und August waren er und Lothar Dietrich von Bönninghausen in Schwaben damit beauftragt, die von der französischen Armee nach einer Meuterei abgefallenen Weimarer Soldaten für die kaiserliche Armee anzuwerben, was aber keinen Erfolg hatte. Danach war er erneut für den Hofkriegsrat unterwegs.
Nach der Eroberung der Prager Kleinseite durch einen schwedischen Handstreich Ende Juli 1648 und während der folgenden Belagerung der Altstadt wurde Mislik am 19. August zum Kommandanten der kaiserlichen Truppen in Böhmen ernannt. Er stellte in Budweis Truppen zusammen, um den schwedischen Vormarsch einzudämmen und die Belagerung Prags entsetzen zu können. Als im September der schwedische General Arvid Wittenberg mit starken Verbänden von Prag aus in den Süden Böhmens aufbrach, zog Mislik von Budweis aus, um Wittenberg zu beobachten. Allein war er aber nicht stark genug, um ein Gefecht mit Wittenberg zu wagen, und konnte ihn deshalb nicht an der Eroberung Krumaus am 21. September hindern. Mislik konnte auch nicht verhindern, dass Wittenberg am 24. September bei Frauenberg General Puchheim gefangen nahm, der ohne Absprache mit Mislik und nur mit geringer Bewachung aus dem belagerten Prag aufgebrochen war, um zu den Entsatztruppen zu stoßen. Erst nach einer Verstärkung durch Vortruppen der kaiserlichen Hauptarmee führte Mislik im Oktober zusammen mit Martin Maximilian von der Goltz ein Entsatzheer nach Prag, das durch den Westfälischen Frieden aber nicht mehr zum Kampfeinsatz kam. Am 4. November erreichten die Truppen Prag, wo sie die erschöpften Verteidiger auf den Stadtmauern ablösten, am 7. November schlossen Kaiserliche und Schweden zusätzlich einen örtlichen Waffenstillstand.

### Nach dem Westfälischen Frieden

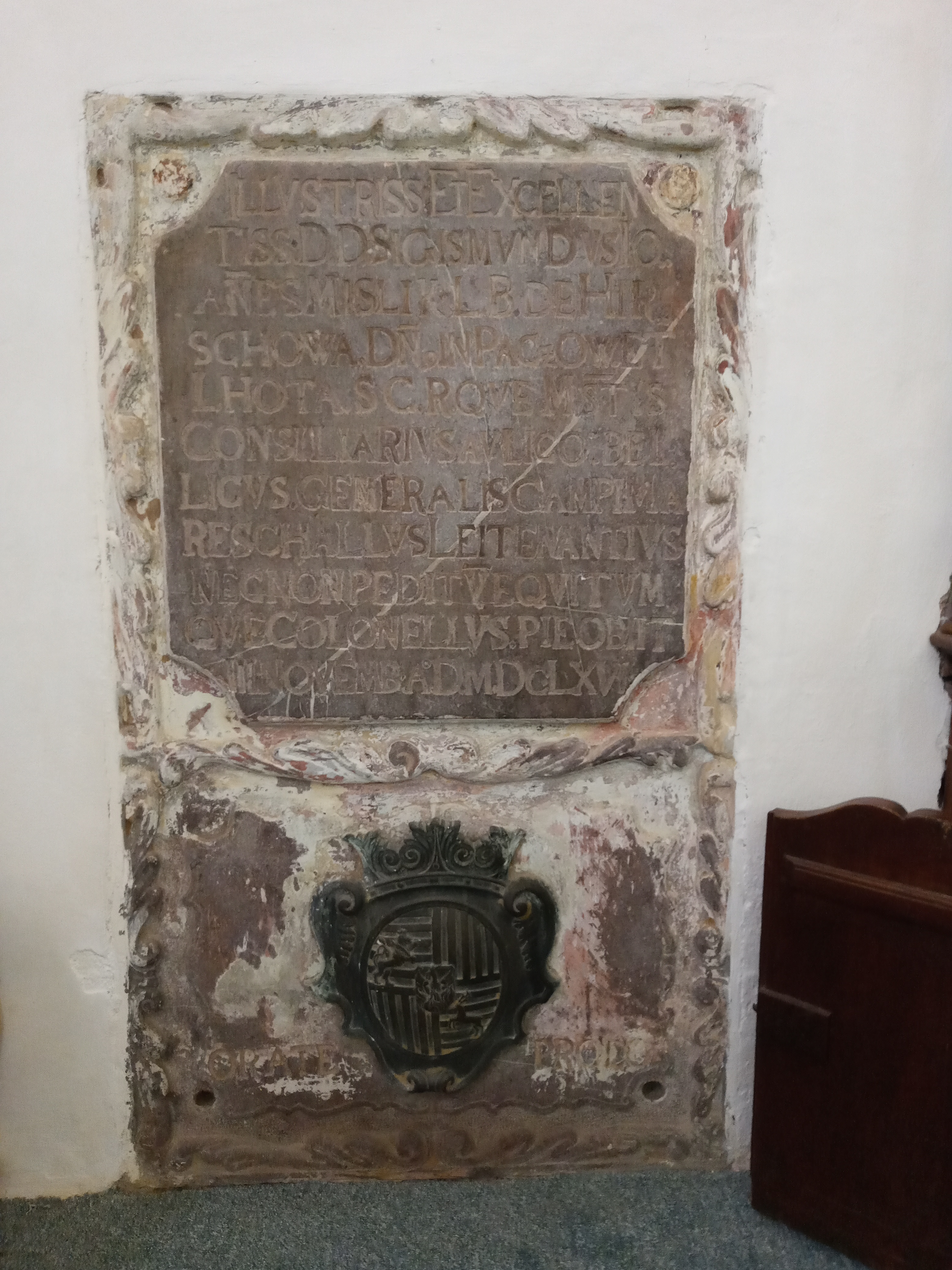
Grabstein von Sigismund Mislik in der Kirche von Pacov

Noch einmal sollte Mislik im August 1656 in den Krieg ziehen, um das unter Adrian von Enkevort nach Italien ziehende Hilfskorps für die Spanier im andauernden Krieg gegen Frankreich zu begleiten. Zwei Tage nach seiner Instruktion nach Italien am 25. August wurde er jedoch stattdessen nach Innerösterreich geschickt, um dort die meuternden Truppen unter Befehl von Hans Christoph Ranfft von Wiesenthal zu beruhigen, die den Marschbefehl nach Italien verweigert hatten. Bis zum 23. September gelang es Mislik, die Truppen wieder unter Kontrolle zu bringen.
Mislik schien die Hochzeit seiner Tochter mit einem Grafen aus der Familie Ippoliti di Gazoldo im Jahr 1664 nicht gutzuheißen. Er überließ dem Paar lediglich 24.000 Gulden an Mitgift. Sein Schwiegersohn verlangte im Wissen um Misliks großes Vermögen mehr und versuchte vergeblich, einen Prozess zur Durchsetzung seiner Forderungen anzustrengen. Mislik setzte am 24. Dezember 1664 ein Testament auf, in dem er einen Großteil seines Besitzes der Kirche vermachte. Seiner dritten Ehefrau Johanna Barbara hatte er noch zu seinen Lebzeiten sein Haus in Prag geschenkt, seine Tochter sollte sein Silbergeschirr erben, seine Güter und sein restliches Geldvermögen fielen aber an den Prager Karmeliterorden, unter der Bedingung, dass dieser in Pacov einen eigenen Konvent errichtete und dass seine Frau die Güter bis an ihr Lebensende nutzen dürfe. Außerdem bedachte er die örtlichen Armen und Kleingrundbesitzer sowie seine Dienerschaft mit größeren Beträgen. Den Untertanen seiner Güter erließ er ihre Schulden.: S. 87–88
Am 3. November 1666 starb Mislik in Pacov und wurde in der Pfarrkirche des Orts bestattet.: S. 87–88

## Familie
Mislik war insgesamt drei Mal verheiratet. In erster Ehe heiratete er Anna Ježoska z Lub, die früh starb.
Als Witwer warb er im Jahr 1639 um die Hand einer Tochter aus der Familie Czernin von und zu Chudenitz, während sein Regiment im Bechiner Kreis nahe den Gütern der Czernin in Quartier lag. Seine Auserwählte war Elisabeth Johanna († 9. Dezember 1645), Tochter Johann Czernins des Älteren und Enkelin von Humprecht Czernin von Chudenitz. Weil auch Wenzel Hieserle von Chodau um Elisabeth Johannas Hand anhielt, setzte Mislík auf die Fürsprache von Erzherzog Leopold Wilhelm. Der kaiserliche Oberbefehlshaber schrieb eine Empfehlung für Mislík an das Familienoberhaupt der Czernins und Großonkel Elisabeth Johannas, den Diplomaten Hermann Czernin von Chudenitz. Nachdem Elisabeth Johannas Familie die Zustimmung gab, heirateten sie und Johann Sigismund Mislík am 17. Januar 1640 auf dem Gut der Czernin in Radenín. Zu den geladenen Gästen zählten neben hohen böhmischen Beamten und Adligen auch Erzherzog Leopold Wilhelm, Generalleutnant Matthias Gallas, Landeskommandant Rudolf von Colloredo, Fürst Wenzel Eusebius von Lobkowicz, Hofkriegsratspräsident Heinrich Schlik und Kaiser Ferdinand III., der sich durch einen Abgesandten vertreten ließ.: S. 8–10
Aus der Ehe ging die überlebende Tochter Susanna (getauft 3. April 1643) hervor.: S. 67–68 Sie wuchs vor allem bei der gleichnamigen Großmutter Susanna Czernin auf und im Hauses ihres Onkels mütterlicherseits, Misliks Schwager Humprecht Johann Czernin von Chudenitz.: S. 86
In dritter Ehe heiratete der erneut verwitwete Mislik am 3. September 1651 Johanna Barbara Eusebia Žďárští ze Žďáru († 1. März 1709). Zwei in Pacov 1652 und 1654 geborene Söhne starben kurz nach der Geburt. Nach Misliks Tod heiratete Johanna Barbara am 5. August 1669 den kaiserlichen Kämmerer Carlo Leopoldo del Carretto († 1689), mit dem sie noch in fortgeschrittenem Alter den Sohn Giovanni Ignazio (* um 1675; † 1736) bekam.